# Татарник кримський
{{#ifeq:0|0|{{#if:Onopordum tauricum|{{#if:|[[]}}|[[]]}}}}
Татарник кримський (Onopordum tauricum) — вид квіткових рослин з родини айстрових (Asteraceae).

## Біоморфологічна характеристика
Це трав'яниста зелена дворічна рослина 30–100(200) см, укрита дрібними залозистими волосками, липка. Стебла прямовисні, жорсткі, з неширокими колюче-зубчастими крилами, гіллясті (з подовженими гілками); крила 0.5–2 см ушир. Листки 10–30 см завдовжки, спочатку білуваті (тонко павутинно запушені) та потім зелені, довгасто-ланцетні, від неглибоко до глибоко 1–2-перистороздільні та колюче-зубчасті, з міцними жовтуватими колючками. Квіткові голови (кошики) здебільшого розташовані окремо на кінцях гілок. Обгортка велика, куляста й розпростерта, 20–50 мм у діаметрі (без шипів); листочки обгортки без запушення (іноді ± павутинно-повстисті), зовні й усередині густо усіяні дрібними залозками, ланцетні (основи 3–4 мм завширшки), поступово звужені в тригранну колючу верхівку (колючки до 4 мм). Квітки трубчасті, рівні, пурпурові чи рожево-пурпурові, 25–30 мм. Сім'янки 5–6 мм, чорно-плямисті; чубчик жовтуватий, в 2–3 рази довший від сім'янки.

## Поширення
Зростає у Європі й західній Азії: Албанія, Болгарія, Франція, Німеччина, Греція (у т. ч. Крит, Східно-Егейські острови), Італія (у т. ч. Сардинія), Ліван, Сирія, Північний Кавказ, Румунія, Туреччина (у т. ч. європейській), Крим — Україна, Боснія-Герцеговина, Македонія, Сербія; інстродукований до Австралії та США.
В Україні вид росте на пустирях — у гірському та Степовому (ок. Євпаторії) Криму.

## Значення
Легко стає шкідливим бур'яном, подібним до свого родича, Onopordum acanthium.

## Етимологія
лат. tauricum — вказує на Таврію, історичну назву півострова Крим.